# Marx Rumpolt
Marx Rumpolt était un cuisinier de la Renaissance qui a vécu au XVIe siècle, et qui a servi comme maître queux le prince-électeur Daniel Brendel von Homburg à Mayence. Il est l'auteur du premier manuel de formation en cuisine, Ein new Kochbuch (« Un nouveau livre de cuisine »), édité en 1581 à Francfort.

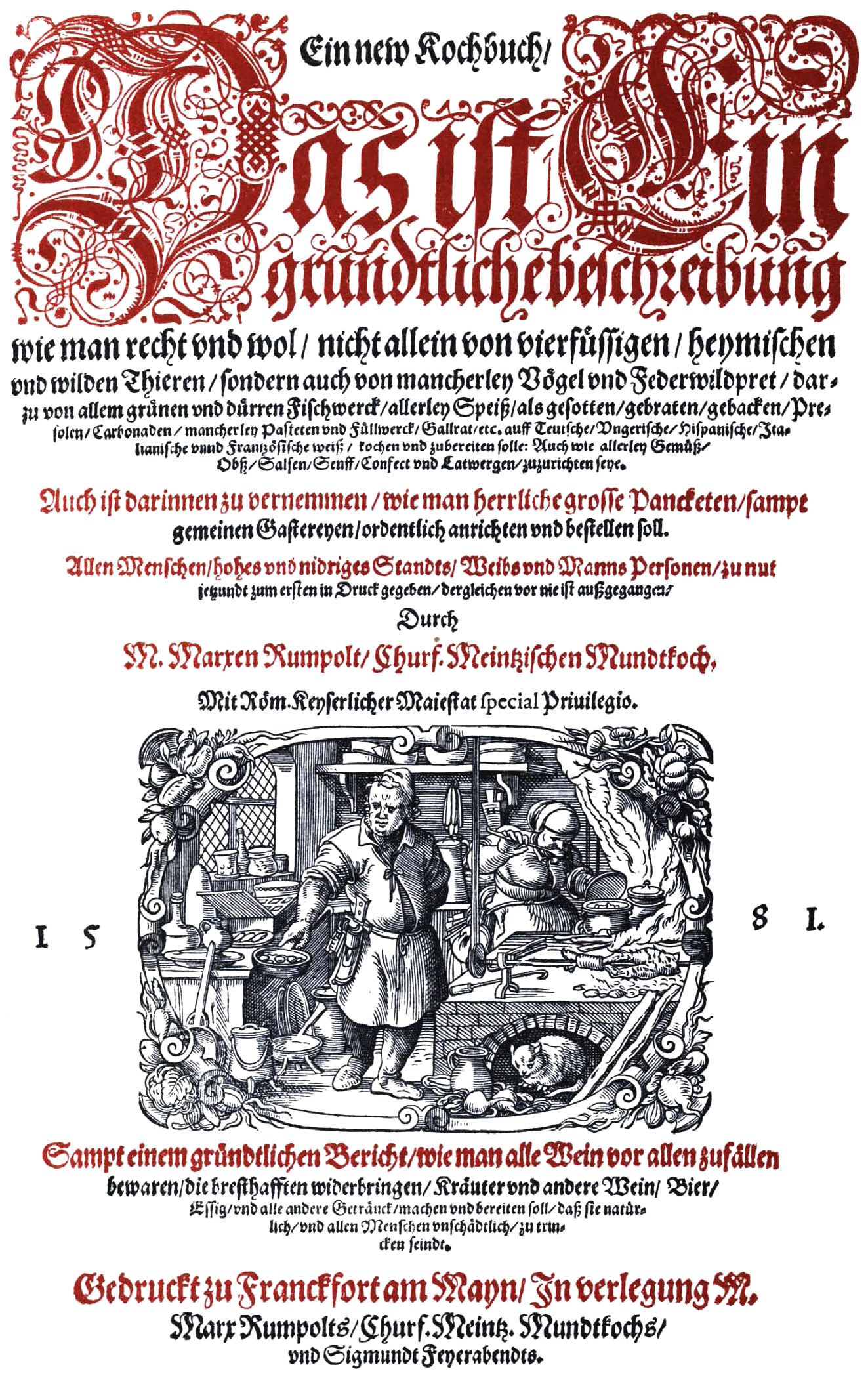
Ein new Kochbuch, manuel de cuisine de Marx Rumpolt, Francfort (1581).

## Biographie
Marx Rumpolt est d'origine hongroise. Avant de servir à la cour de l'Électorat de Mayence, Marx Rumpolt a travaillé pour d'autres princes européens et ainsi découvert les spécialités culinaires de différents pays, comme en Bohême ou en Hongrie.
Un an avant la mort du prince-électeur, en 1582, il rédige son livre de cuisine Ein new Kochbuch qui comprend 2 000 recettes, 150 gravures sur bois de Jost Amman, ainsi que 100 recommandations en œnologie. Il est à noter que c'est le premier livre de cuisine à présenter une recette à base de pommes de terre.
Cet ouvrage qui, comme d'autres livres de cuisine de l'époque, concernait la cuisine au service de personnes de la noblesse ou fortunées, paraît onze ans après Opera dell'arte del cucinare (1570), ouvrage de son contemporain, le cuisinier italien Bartolomeo Scappi. Il comprend aussi des recettes de base comme des salades assaisonnées.

## Œuvre
- Ein new Kochbuch, édité à Francfort en 1581 ; réédité en 2002 par Verlag Olms  (ISBN 3-487-08112-1). Cet ouvrage est à distinguer du livre de cuisine Ein köstlich new Kochbuch (1598), écrit par la poétesse allemande Anna Wecker.

## Citation
L'ouvrage Ein new Kochbuch est introduit par la préface : « Voici une description détaillée de la façon dont on doit justement et bien bouillir, griller, cuire… cuisiner et préparer toutes sortes de plats à base de quadrupèdes connus et d'animaux sauvages et aussi d'autres… Par Maître Marx Rumpolt, Maître queux à Mayence, comprend aussi un exposé précis sur la manière de protéger les vins des aléas… et comment faire et préparer les herbes et autres vin, bière, vinaigre et toutes les autres boissons ».